# Carmen de Mairena
Carmen de Mairena, née le 15 mars 1933 à Barcelone et morte le 22 mars 2020 dans la même ville, est une chanteuse de cuplé (en) espagnole et une personnalité populaire de la télévision barcelonaise,. Carmen de Mairena fait son coming out en tant que femme trans en 1978, ce qui conduit à un déclin de sa carrière artistique et la pousse à se prostituer pendant des années,. Dans les années 1990, elle acquiert une popularité nationale pour ses apparitions comiques à la télévision aux côtés du présentateur Javier Cárdenas, qui l'associe au monde des geeks autoproclamés. Aussi, elle fait des incursions occasionnelles dans le monde du cinéma, y compris pornographique. 

## Biographie

### Jeunesse
Carmen de Mairena naît le 15 mars 1933 à Barcelone, en Espagne. En 1959, elle fait ses débuts en tant qu'artiste de variétés dans divers lieux de Barcelone, ce qui lui permet d'acquérir une certaine notoriété en tant que chanteuse de cuplé. Elle a une relation sentimentale avec le chanteur Pedrito Rico, ce qui pousse le régime franquiste à les détenir à plusieurs reprises. Dans les années 1960, à la suite des mauvais traitements subis en prison, elle souffre d'une maladie qui l'empêche de travailler dans le show business pendant un an. Pendant cette période, elle travaille comme ouvrière avec son père à Gavà. Après sa convalescence, elle chante avec d'autres cupletistas de l'époque tels qu'Antonio Amaya, Miguel de los Reyes, Pedrito Rico et Tomás de Antequera.
En juin 1978, Carmen de Mairena fait son coming out en tant que femme trans. Elle commence à se présenter en tant que femme et reçoit des injections de silicone liquide (faites clandestinement) au visage, à la poitrine et aux hanches, et apparait dans des émissions de travestissement sous le nom de Carmen de Mairena, dans lesquelles elle se fait passer pour Sara Montiel et Marujita Díaz. Cela n'est pas bien accueilli par son public, ce qui l'incite à travailler comme prostituée à El Raval, où elle vit une bonne partie de sa vie,. Au cours des années 1990, elle rencontre l'intervieweur Javier Cárdenas et commence une carrière à la télévision avec lui dans des émissions telles que Al ataque (« À l'attaque ») et Crónicas marcianas (« Chroniques martiennes »).
En novembre 2006 et octobre 2008, elle se retrouve en prison à la suite de deux coups de filet de la police à El Raval contre des réseaux de proxénétisme qui obligent les femmes roumaines à se prostituer. Carmen de Mairena est la seule des personnes arrêtées à être libérée, dans les deux cas, car il n'y a aucun risque d'évasion. Elle est accusée de favoriser la prostitution, car elle loue des chambres dans sa maison pour que des prostituées y travaillent et gagne de l'argent pour chaque service. Après cela, elle apparait sporadiquement à la télévision, par exemple en 2009 dans l'émission comique El intermedio où elle joue une fausse imitation de Francisco Franco. Elle fait également une brève incursion en politique en 2010 en tant que candidate au Parlement de Catalogne pour le faux parti politique Coordinadora Reusenca Independent (CORI) qui n'a obtenu aucun siège.

### Décès
Carmen de Mairena prend sa retraite en 2015 et déménage dans une maison de retraite. Sa santé se détériore et elle se déplace en fauteuil roulant. En janvier 2016, après avoir déménagé à la maison de retraite, certaines de ses affaires sont retrouvées dans une poubelle près de son ancienne maison,. Elle meurt le 22 mars 2020 dans un hôpital de Barcelone,,.